# 25402 Angelanorse
25402 Angelanorse è un asteroide della fascia principale. Scoperto nel 1999, presenta un'orbita caratterizzata da un semiasse maggiore pari a 2,4341970 UA e da un'eccentricità di 0,0995366, inclinata di 1,36958° rispetto all'eclittica.